# Холидејленд
Холидејленд, који се често назива изгубљеном земљом Дизниленда био је травнато излетиште површине 9 acres (36.000 m2) које се налазило дуж западне ивице Дизниленда, у близини области која је сада Њу Орлеанс сквер.
У раним данима Дизниленда, Волт је још увек покушавао да схвати шта ће тачно бити Дизниленд, тако да су неке од његових почетних идеја (попут Холидејленда) више подсећале на забавни парк него на тематски парк. Очигледно, Волт је на крају пронашао свој стил и створио искуство потпуно другачије од било чега другог створеног (осим Орланда, Токија, Париза, Хонг Конга и Шангаја много година касније). 

## Историја
Холидејленд је свечано отворен 16. јуна 1957. године. Имао је сопствену улазну капију у Дизниленду и могао је да прими до 7.000 гостију у време великих догађаја.
Ово подручје је и даље било место за пикник, али како је на њему организовани садржаји на тему празника (парк је доби мистериозно име). Са игралиштима и теренима за бејзбол и одбојку, као и „највећим циркуским шатором на свету“ (који су користили: Мики Маусов циркуски клуб ((1955–1964), атракција Keller's Jungle Killers (1956)) и други садржаји, ово подручје је више личило на традиционалне забавне паркове тог времена. 
У овом парку, за разлику од других Дизнијевих паркова поред хране пордавало се и пиво, често по сниженим ценама. На то је генерално утицала чињеница да је, Холиддејленд био више усредсређен на одрасле. Ова услуга је довела до неких проблема са пијаним гостима који улазе у сам парк. 
Многе компаније би у овом парку имале своје летње забаве, пружајући гостима прилику да искусе укус Дизнијеве магије. Међутим, простор није адекварно коришћен осим заодржавање журки, па је углавном био пуст током недеље јер су људи морали да раде.

Холидејленд је затворен у септембру 1961. због бројних недостатка, нпр. ноћног осветљења и тоалета и наводног лошег Дизнијевог „укуса“. Према Дизнијевој легенди Милту Олбрајту, менаџеру Холидејленда... 
„Ниједна појединачна слабост није уништила Холидејленд. То је био само комбиновани ефекат многих лоше урађених ствари.“
Област је била празна наредних неколико година све док коначно нису почели радови на Пиратима са Кариба и Уклетој вили, чије су изложбене зграде на крају заузеле велики део простора Холидејленда.